# Redde rationem
La locuzione latina redde rationem, tradotta letteralmente, significa rendi conto. È tratta dal Vangelo secondo Luca 16,2.
L'evangelista racconta di un uomo ricco che aveva affidato la gestione dei propri beni ad un amministratore. Quando all'uomo ricco giungono all'orecchio voci di una gestione sconsiderata del patrimonio, chiama l'amministratore e gli chiede conto del suo operato dicendo: redde rationem villicationis tuae: iam enim non poteris villicare: "rendimi conto della tua amministrazione, perché non potrai più amministrare".
In italiano si usa come sinonimo di resa dei conti, come per esempio nella frase: "Siamo giunti al redde rationem!".